# Héctor Aguilar (ciclista)
Héctor Fabián Aguilar (n. Maldonado, Uruguay; 16 de abril de 1984) es un ciclista uruguayo.
Compitió por el Club Ciclista Amanecer donde se destacó como esprínter, venciendo en varias etapas tanto en Rutas de América como en la Vuelta Ciclista del Uruguay.
Emigró a Portugal en 2007 y compitió por el equipo de la ciudad de Paredes (Fercase-Rota dos Móveis) donde estuvo hasta mediados de 2009. Luego continuó su carrera en Brasil, donde compitió en el equipo Funvic-Pindamonhangaba hasta mediados del 2012. A fines de ese año retornó a su país a competir por el equipo amateur BROU-Flores.
De ser un esprínter puro, con el paso de los años mejoró su calidad como pasista, y ha tenido buenas actuaciones en etapas contrarreloj. Esto lo llevó a que en 2014 ganara su primera carrera por etapas al vencer en Rutas de América, luego de hacer el tercer mejor tiempo en la contrarreloj y quedar a escasos segundos del líder Matías Presa. La victoria la obtuvo de forma agónica por un segundo de diferencia con la bonificación obtenida en el sprint final de la última etapa.
Para la temporada 2014-2015, cuando el BROU-Flores dejó de competir por problemas económicos, pasó al Schneck Ciclismo, equipo con el que ganó en 2016 su segunda Rutas de América.
Además de estas victorias, también se destacan en su palmarés una etapa del Tour de San Luis en 2011 y la medalla de bronce en los panamericanos de 2012.

## Palmarés
2005
- 1 etapa de Rutas de América
- 1 etapa de la Vuelta Ciclista del Uruguay

2006
- 1 etapa de Rutas de América
- 3 etapas de la Vuelta del Estado de San Pablo
- 3 etapas de la Vuelta Ciclista del Uruguay
- 1.º en el Desafío Internacional de Ciclismo

2007
- 1 etapa de la Vuelta Ciclista del Uruguay

2009
- 2 etapas del Tour de Brasil/Vuelta del Estado de San Pablo

2010
- 2 etapas de la Vuelta Ciclista del Uruguay
- 1 etapa del Tour de Brasil/Vuelta del Estado de San Pablo

2011
- 1 etapa del Tour de San Luis
- 1 etapa de la Vuelta a Chile
- 1 etapa de Rutas de América

2012
- 3.º en el Campeonato Panamericano en Ruta
- 1 etapa de la Vuelta a México
- 1 etapa de la Vuelta Ciclista del Uruguay

2013
- 1 etapa de Rutas de América
- 3 etapas de la Vuelta Ciclista del Uruguay

2014
- Rutas de América, más 1 etapa

2015
- 1 etapa de Rutas de América
- 1 etapa de la Vuelta Ciclista del Uruguay

2016
- Rutas de América, más 2 etapas
- 3 etapas de la Vuelta Ciclista del Uruguay

2018
- 2 etapas de la Vuelta Ciclista del Uruguay